# Inel de logodnă

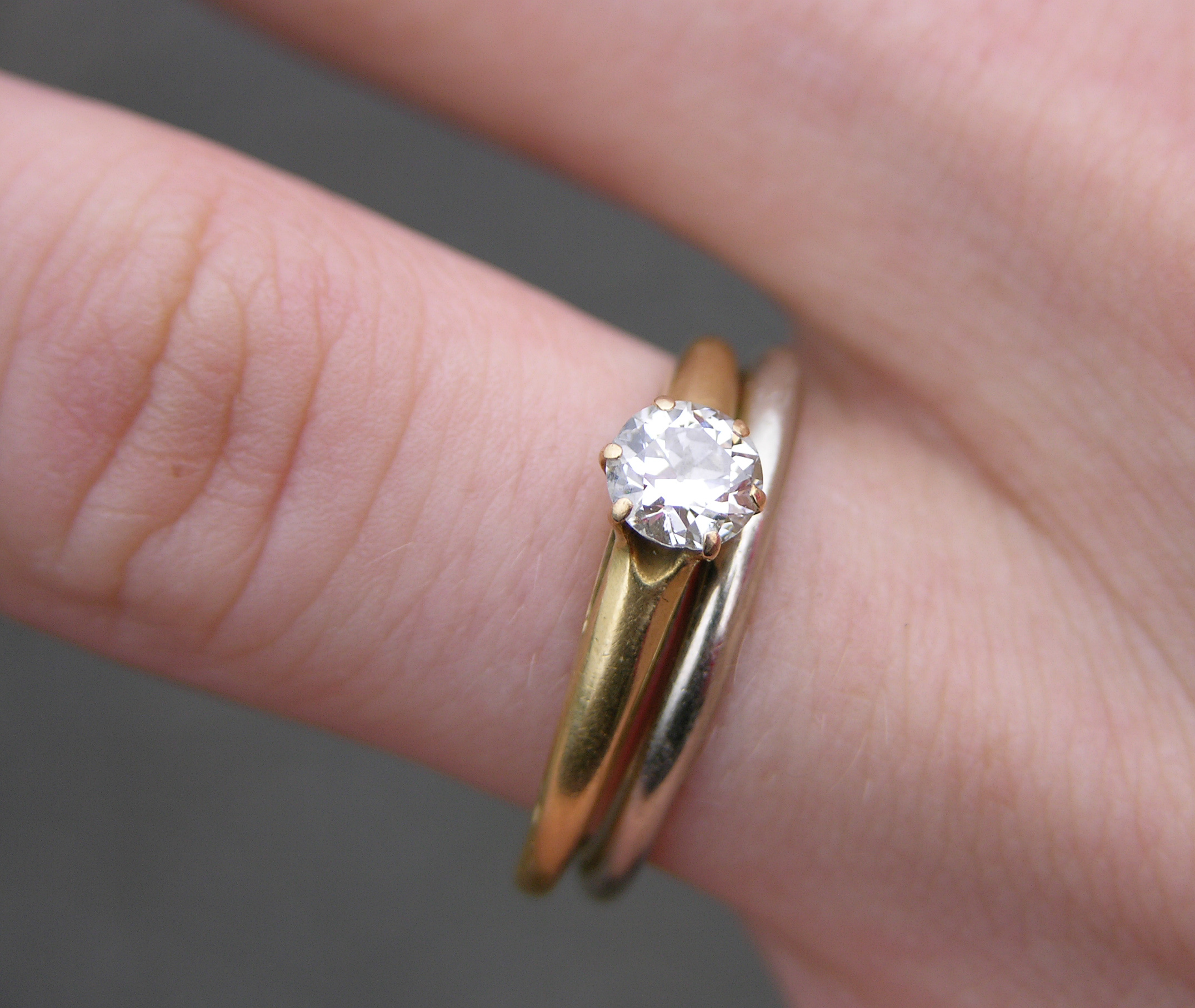
Inel de logodnă cu briliant și verighetă din aur alb

Un inel de logodnă este un inel pe care îl poartă o persoană care este logodită și urmează să se căsătorească. În Regatul Unit, Irlanda și America de Nord inelele de logodnă sunt purtate tradițional doar de femei. În alte culturi atât barbații cât și femeile poarta inele asemănătoare. În alte culturi inelele de logodnă sunt de asemenea folosite ca verighete. Inelul de logodnă este oferit de un bărbat iubitei sale atunci când o cere în căsătorie. Inelul reprezintă un angajament formal al viitoarei căsătorii. În majoritatea țărilor, inelul este purtat pe inelarul de la mâna stângă. După căsătorie, cuplul poate purta ambele inele, atât cel de logodnă cât și verigheta.

## Istorie
Obiceiul purtării unui inel de logodnă își are originile în Egiptul Antic unde inelul simboliza un cerc nesfârșit și spațiul din inel o poartă. Inelele de logodnă care erau oferite femeii iubite de către bărbat au fost foarte cunoscute în vremurile romane dar in Vest nu au fost cunoscute până în secolul XIII. Romanii ofereau logodnicelor inele de logodnă care conțineau o cheie mică. Romanticii credeau că cheia este o cheie simbolică care protejează și are grijă de inima soțului. Totuși, cheia probabil era folosită pentru cuferele valoroase ale casei.
Inelul se poartă pe al patrulea deget al mâinii stângi deoarece locuitorii din Grecia Antică credeau că conține o venă care conduce la inimă. In al doilea secol înainte de Hristos, mireasa romană primea două inele, unul de aur pe care îl purta în public și unul din fier pe care îl purta acasă.
Grecii au fost primii care au creat inele de logodnă dar pentru ei erau mai degrabă cunoscute ca inele de promisiune decât ca inele de logodnă. Totuși, în acele vremuri, inelele de logodnă nu se dăruiau neapărat înainte de căsătorie, cum se dăruiesc în ziua de azi.
În Europa, inelele de logodnă au fost cândva cunoscute ca inele inscripționate. Erau oferite ca o formă de promisiune a fidelității și dragostei.
În timpul Colonialismului din America, un degetar era oferit ca un semn de companie eternă. Femeile îndepărtau vârful degetarului pentru a crea un inel. Prima utilizare documentată a unui inel cu diamant care să semnifice logodna a fost a Arhiducelui Maximilian al Austriei în curtea imperială a Vienei în 1477, la legământul lui cu Mary de Burgundy. Asta i-a influențat pe cei bogați, din sfera înaltă a societății să le ofere inele de logodnă iubitelor lor. Mine cu diamante au fost descoperite în 1870 în Africa. Cum producția de diamante creștea cei mai săraci au ajuns să iși permită și ei să cumpere inele de logodnă. Totuși, inelele de logodnă cu diamant au fost văzute pentru mult timp ca simboluri ce aparțineau celor din înalta societate, nobililor și aristocraților și tradiția favoriza benzile de logodnă simple. Ideea unui inel de logodnă potrivit pentru toate buzunarele a apărut în SUA abia în 1930 și a fost promovată agresiv de atunci de industria divertismentului.
Din punct de vedere istoric, inelele de logodnă au fost folosite pentru a susține promisiunea făcută de bărbat femeii iubite, în special la romani, și nu precedau neapărat căsătoria. De fapt inelele erau mai degrabă un simbol de afecțiune și prietenie. Istoria inelelor de logodnă începe în anul 1215 când Papa Inocențiu al III-lea a stabilit o perioadă de așteptare între promisiunea căsătoriei și căsătoria propriu zisă. De asemenea, inelele semnificau devoțiunea partenerilor unul față de celălalt în acea perioadă. În acele vremuri, inelele de logodnă reprezentau adesea rangul social deoarece doar cei bogați iși permiteau să cumpere inele de logodnă cu diamante.
Înainte de secolul 20, alte tipuri de inele de promisiune erau folosite. La sfârșitul secolului 19, era tipic ca viitoarea mireasă să primească un degetar cusut mai degrabă decât un inel de logodnă. Această practică era folosită mai ales de grupurile religioase care evitau bijuteriile. Inelele de logodnă au devenit cunoscute în Europa de Vest abia la sfârșitul secolului XIX iar în America au devenit cunoscute abia în 1930 ca rezultat al unei campanii naționale realizată de industria diamantelor. Fenomenul a apărut și mai târziu în alte țări. În prezent, 80 % dintre femeile din SUA  primesc un inel de logodnă înainte de căsătorie care să semnifice logodna. Printre bărbați, inelele de logodnă erau foarte întâlnite în al Doilea Război Mondial, deoarece bărbații care erau plecați în război le purtau în amintirea soțiilor și copiilor pe care îi lăsau acasă.
În secolul 21, în special în civilizația occidentală, a devenit un obicei ca viitoarea mireasă să își poarte tot timpul inelul ca un fel de angajament în viitoarea căsătorie.

## Cumpărare
În secolul al XX-lea, dacă își putea permite, mirele occidental tipic selecta și cumpăra un inel de logodnă pe care îl prezenta apoi femeii iubite când o cerea în căsătorie. În prezent, cuplurile aleg împreună inelul de logodnă. În țările în care ambii parteneri poartă inele de logodnă, ei cumpără de obicei inele identice. În America și Canada, unde doar femeile poartă inel de logodnă, există și cazuri în care femeile aleg singure inelul de logodnă care le place.
Ca toate bijuteriile, prețul pentru un inel de logodnă variază considerabil în funcție de materialul folosit la confecționarea lui, de design-ul lui, dacă include o piatră prețioasă, valoarea pietrei prețioase și fabricantul lui. Prețul pietrelor prețioase folosite la confecționarea inelului depinde de tipul și calitatea pietrei. Diamantele au o descriere standard conform căreia sunt evaluate în funcție de greutatea în carate, culoare, claritate și taietură. Alte pietre prețioase ca safirul, rubinul ori smaraldul au sisteme diferite de evaluare. Acestea sunt alese de obicei să onoreze tradiția unei familii, să fie unice, să fie responsabile social, adică să nu fie asociate cu diamantele sângerii sau cu poluarea cauzată de minele de aur, sau să se potrivescă cu preferințele stilistice individuale. Pietrele sintetice și înlocuitorii de diamante, cum ar fi zirconiul cubic sunt de asemenea alegeri populare care sunt responsabile social și sunt mai economice, menținând aspectul dorit.
Ideea că un bărbat ar trebui să cheltuiască o sumă considerabilă din venitul lui anual pentru un inel de logodnă provine de la firma de marketing De Beers, care a activat pe piață în secolul al XX-lea, într-un efort de a crește vânzarea de diamante. În 1930, ei au sugerat că un bărbat trebuie să cheltuiască pentru un inel de logodnă venitul pe o lună de zile, mai târziu au sugerat că ar trebui să cheltuiască o sumă reprezentând venitul pe două luni de zile.
Un motiv pentru popularitatea crescută a inelelor de logodnă scumpe este legătura lor cu sexualitatea umană și perspectivele de căsătorie ale femeii. Până la Marea criză economică, un bărbat care anula o căsătorie putea fi dat în judecată pentru încălcarea unei promisiuni. Daunele materiale includeau cheltuieli ce cuprindeau pregătirile pentru nuntă, plus pierderile prin stres emoțional și pierderea altor oferte de căsătorie. Pierderile erau și mai mari când femeia întreținea relații sexuale cu logodnicul ei. Începând din 1935, legile au fost limitate. Totuși, costul social și financiar a unei logodne anulate erau la fel de mari, căsătoria era opțiune financiară pentru majoritatea femeilor, și dacă nu mai era virgină, șansa ei de a găsi o căsătorie potrivită scădea. Din acest motiv, inelul de logodnă a devenit o sursă de siguranță financiară pentru femeie.

## Dreptul de proprietate legal
Tradiția susține că dacă viitoarea căsătorie este anulată de bărbat femeia nu este obligată să returneze inelul de logodnă. Acest fapt reflectă rolul inelului ca o formă de compensare pentru reputația distrusă a femeii. Legal, această condiție poate fi subiectul unei modificări sau a unei reguli stricte. În unele cazuri, logodnicul poate cere returnarea inelului, asta în cazul în care nu este el cel care rupe logodna. Inelul devine proprietatea femeii doar după căsătorie. În cazul în care inelul este oferit ca un cadou femeii de către bărbat, fără să precedeze căsătoria, ea nu are obligația să îl returneze în  cazul în care cei doi se despart. Hotărâri judecătorești recente au determinat că data la care a fost oferit inelul poate determina dacă inelul a fost oferit ca un cadou. De exemplu Ziua Îndrăgostiților și Crăciunul sunt cunoscute național ca fiind sărbători în care se fac cadouri. Un inel oferit ca un cadou de Crăciun, cel mai probabil va rămâne în posesia femeii în cazul unei despărțiri.
În majoritatea statelor din America, inelele de logodnă sunt considerate "cadouri condiționale" în conformitate cu normele legale de proprietate. Asta e o excepție față de regula generală care susține ca orice cadou nu se returnează după ce este oferit.
Un caz în New South Wales, Australia a vizat un proces foarte urât, în care bărbatul a dat-o în judecată pe fosta iubită deoarece aceasta a aruncat inelul de logodnă după ce căsătoria lor s-a anulat chiar dacă bărbatuș i-a spus femeii că poate să păstreze inelul de logodnă. Curtea Supremă din New South Wales a susținut că, deși bărbatul i-a spus femeii că poate să îl păstreze, inelul a rămas un cadou condițional,i deoarece reflecta dorința lor de a se împăca și pentru că l-a aruncat, femeia a fost nevoită să plătească costul inelului, adică 15,250 dolari.
În Anglia și Wales, dăruirea unui inel de logodnă se presupune a fi un cadou făcut de bărbat logodnicei. Această presupunere poate fi totuși răsturnată totuși dovedind că inelul a fost dăruit cu condiția că trebuie inapoiat dacă căsătoria nu are loc. Așa a fost hotărât în cazul Jacobs contra Davis.

## Stiluri
Inelele de logodnă, ca orice alt tip de bijuterii, sunt de multe feluri. Aurul și platina sunt materialele preferate pentru inelele de logodnă dar alte tipuri de metale obișnuite cum ar fi titanul, argintul sau inoxul sunt de asemenea folosite pentru inelele de logodnă. Asta îi permite viitoarei mirese să iși creeze propriul inel în funcție de stilul ei.
În America, unde inelele au fost purtate tradițional doar de femei, diamantele au fost foarte folosite în fabricarea lor din mijlocul secolului 20. Inelele simple de logodnă care se purtau doar de femei aveau doar un singur diamant. O variantă mai modernă a inelelor cu diamant a fost produsă de firma americană Tiffany & Co. care a apărut pe piață în 1886 iar primul inel modern cu o singură piatră prețioasă avea șase gheare care țineau diamantul.